# 小島村 (新潟県)
小島村（こじまむら）は、かつて新潟県北蒲原郡にあった村。

## 沿革
- 1889年（明治22年）4月1日 - 町村制施行に伴い北蒲原郡小島村、毛無新田、川前村、清野村、寺社新村、粕島村、嘉瀬島村、下里村、小河原村、関屋村、前山村、月崎村、箸木免新村新田、七島村古新田、七島村、百津潟新田、六日野村が合併し、小島村が発足。
- 1901年（明治34年）11月1日 - 北蒲原郡京ヶ瀬村、駒林村と合併し、京ヶ瀬村を新設して消滅。